# Antonio Cornejo Polar
Antonio Cornejo Polar (* 23. Dezember 1936 in Arequipa; † 18. Mai 1997 in Lima) war ein peruanischer Professor und Literaturkritiker.

## Leben
Cornejo Polar promovierte an der staatlichen Universidad Nacional de San Agustín in Arequipa und wurde dort Professor. Ab 1966 lehrte an der staatlichen Universität San Marcos in Lima und als Gast-Professor an den Universitäten in Pittsburgh/USA und Berkeley/USA.
Cornejo Polar gilt als bedeutender lateinamerikanischer Literatur- und Kulturkritiker. Er war Gründer und Herausgeber der Zeitschrift Revista de Critica Literaria Latinoamericana, die kulturelle und weltanschauliche Themen behandelte.
Cornejo Polar war mit Cristina Soto verheiratet, die den Verlag Latinoamericana Editores leitete und mit ihm an der Zeitschrift arbeitete. Die beiden hatten vier Kinder (Ursula, Alvaro, Gonzalo, Rafael).

## Werk
- Discurso en loor de la poesía: estudio y edición. (Lima: Universidad Nacional Mayor de San Marcos. 1964)
- Los universos narrativos de José María Arguedas. (Buenos Aires: Losada. 1974)
- La novela peruana: siete estudios (Lima: Horizonte. 1977)
- Literatura y sociedad en el Perú: la novela indigenista. (Lima: Lasontay. 1980)
- La cultura nacional, problema y posibilidad. (Lima: Lluvia. 1981)
- Sobre literatura y crítica latinoamericanas. (Caracas: Universidad Central de Venezuela. 1982)
- Vigencia y universalidad de José María Arguedas. (Lima: Horizonte. 1984)
- La formación de la tradición literaria en el Perú. (Lima: CEP. 1989)
- The multiple voices of Latin American literature. (Berkeley: University of California. 1994)
- Escribir en el aire. Ensayo sobre la heterogeneidad socio-cultural en las literaturas andinas. (Lima: Editorial Horizonte. 1994)
- Mestizaje e hibridez : los riesgos de las metáforas. (La Paz: Universidad Mayor de San Andrés. 1997)

## Referenzen
- Gwen Kirkpatrick, Francine Masiello und Julio Ramos: Antonio Cornejo-Polar, Spanish and Portuguese: Berkeley. University of California, 1997, S. 43–45.